# Boone, Iowa
Boone är en stad (city) i Boone County, i delstaten Iowa, USA. Enligt United States Census Bureau har staden en folkmängd på 12 635 invånare (2011) och en landarea på 23,4 km². Boone är huvudort i Boone County.